# Frank Kristensen
Pour les articles homonymes, voir Kristensen.
Frank Kristensen, né le 10 mars 1977 à Agger au Danemark, est un footballeur danois évoluant au poste d'avant-centre, reconverti entraîneur.

## Biographie

### Carrière de joueur
Né à Agger au Danemark, Frank Kristensen commence sa carrière au Ikast FS, avant que ce club ne fusionne pour devenir en 1999 le FC Midtjylland.
Lors de la saison 2008-2009 il marque un total de 15 buts en 26 matchs de championnat, ce qui fait de lui le troisième meilleur buteur de la ligue derrière Marc Nygaard et Morten Nordstrand.
En janvier 2011, Frank Kristensen rejoint le Randers FC. Il vient à 33 ans pour gagner en temps de jeu et remplacer le buteur de Randers, Yura Movsisyan, parti au FK Krasnodar.
En février 2013, Kristensen fait son retour au FC Midtjylland après avoir résilié son contrat avec le Randers FC.
Il met un terme à sa carrière professionnelle en juin 2014, après être notamment devenu le meilleur buteur de l'histoire du FC Midtjylland.

### Carrière d'entraîneur
En juillet 2018, il est nommé entraîneur principale du Vildbjerg SF, une équipe féminine danoise de football.